# Nero di maggio
Nero di maggio è un romanzo scritto da Leonardo Gori, edito nel 2000 da Hobby & Work.
Il romanzo, è il primo della serie del capitano Bruno Arcieri, sia per scrittura che per ambientazione.

## Trama
Primavera del 1938: Hitler e Mussolini cementato le basi della loro funesta amicizia.  Preludio simbolico dell'asse nazi-fascista  è la visita del Führer in Italia: Roma, Napoli e, per ultima, Firenze.
Pochi giorni prima dell'arrivo dei due dittatori sulle rive dell'Arno, viene ritrovata strangolata una prostituta minorenne.  Un caso ordinario, a prima vista.  Eppure gli esponenti fiorentini del Regime iniziano a tremare.
Il capitano del carabinieri Bruno Arcieri dà inizio a un'inchiesta labirintica, paziente e testarda.  Colpo di scena dopo colpo di scena,  muovendosi sullo sfondo di una città in subbuglio per la visita del Duce e del Führer, Arcieri insegue le tracce di un assassino spietato, di un machiavellico disegno criminale, di una verità inconfessabile. 
E alla fine, nel nome della giustizia,  dovrà ingaggiare un'ultima, disperata battaglia contro il volto demoniaco del Paese.